# Speluzzi
Speluzzi é um município da província de La Pampa, na Argentina.